# Explorer of the Seas (schip, 2000)
De Explorer of the Seas is een cruiseschip van Royal Caribbean International.
De Explorer of the Seas behoort, net zoals haar zusterschepen Adventure, Mariner, Navigator en Voyager of the Seas, tot de Voyager-klasse. Het schip is ongeveer 311 meter lang en 48 meter breed. Het kan 3.114 passagiers en 1.385 bemanningsleden vervoeren over de 7 zeeën. De maximumsnelheid van het schip is 24 knopen (wat ongeveer gelijk is aan 40,7 km/u).

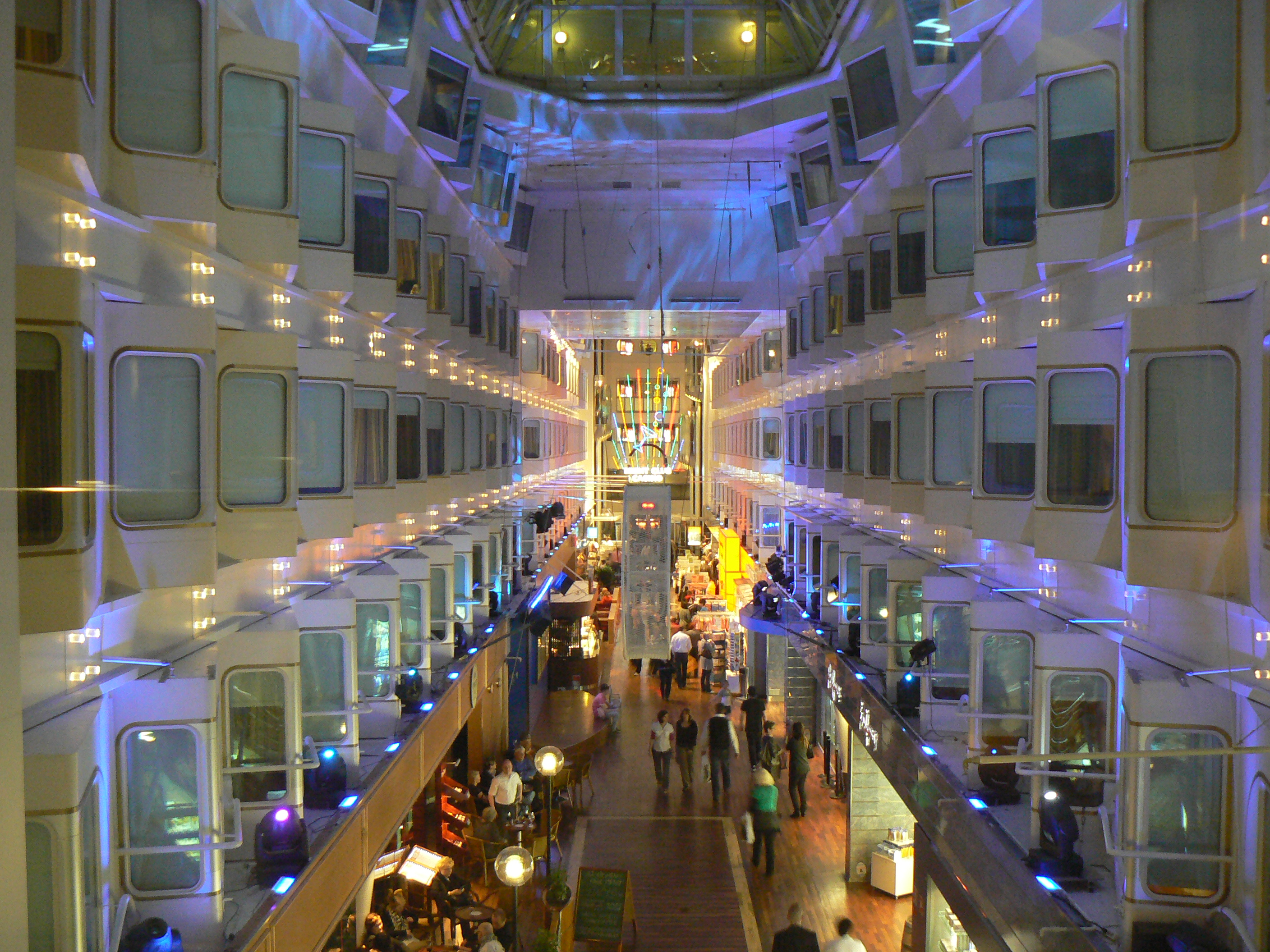
Royal Promenade 's nachts